# Uchoa
Uchoa is een gemeente in de Braziliaanse deelstaat São Paulo. De gemeente telt 9.818 inwoners (schatting 2009).

## Verkeer en vervoer
De plaats ligt aan de wegen BR-456/SP-310 en SP-379.

## Geboren in Uchoa
- Pedro Francisco Garcia, "Tupãzinho" (1968), voetballer